# بيتر بيرغمان (ممثل)
بيتر بيرغمان (بالإنجليزية: Peter Bergman)‏ هو ممثل أمريكي، ولد في 29 نوفمبر 1939 في الولايات المتحدة، وتوفي بنفس المكان في 9 مارس 2012.

## أعمال

### مسلسلات
- المربية

## وصلات خارجية
- بيتر بيرغمان على موقع IMDb (الإنجليزية)
- بيتر بيرغمان على موقع ألو سيني (الفرنسية)
- بيتر بيرغمان على موقع ميوزك برينز (الإنجليزية)
- بيتر بيرغمان على موقع أول موفي (الإنجليزية)
- بيتر بيرغمان على موقع قاعدة بيانات الأفلام السويدية (السويدية)
- بيتر بيرغمان على موقع ديسكوغز (الإنجليزية)
- بيتر بيرغمان على موقع قاعدة بيانات الفيلم (الإنجليزية)
- بيتر بيرغمان على موقع كينوبويسك (الروسية)